# Élections municipales de 2013 dans Acton
Pour un article plus général, voir Élections municipales de 2013 en Montérégie.
Cet article concerne les élections municipales de 2013 en Montérégie dans la municipalité régionale de comté d'Acton.

## Acton Vale
| Candidats pour la mairie   | Vote            | %               |
| -------------------------- | --------------- | --------------- |
| Éric Charbonneau (Sortant) | Sans opposition | Sans opposition |

| Candidats district #1    | Vote            | %               |
| ------------------------ | --------------- | --------------- |
| Yves Arcouette (Sortant) | Sans opposition | Sans opposition |

| Candidats district #2    | Vote            | %               |
| ------------------------ | --------------- | --------------- |
| Suzanne Ledoux (Sortant) | Sans opposition | Sans opposition |

| Candidats district #3 | Vote | %     |
| --------------------- | ---- | ----- |
| Raymond Bisaillon     | 324  | 81,20 |
| Martin Rivard         | 75   | 18,80 |

| Candidats district #4 | Vote | %     |
| --------------------- | ---- | ----- |
| Yvon Robert (Sortant) | 227  | 57,61 |
| Pierrette Lajoie      | 167  | 42,39 |

| Candidats district #5    | Vote | %     |
| ------------------------ | ---- | ----- |
| Bruno Lavallée (Sortant) | 243  | 70,43 |
| Éric Caron               | 102  | 29,57 |

| Candidats district #6    | Vote | %     |
| ------------------------ | ---- | ----- |
| Patrice Dumont (Sortant) | 193  | 65,87 |
| Luc Champagne            | 57   | 19,45 |
| Magalie Duranleau        | 43   | 14,68 |

## Béthanie
| Candidats pour la mairie       | Vote | %     |
| ------------------------------ | ---- | ----- |
| Boniface Dalle-Vedove          | 160  | 71,11 |
| Serge Dubois                   | 65   | 28,89 |
| Taux de participation : 81,9 % |      |       |

| Candidats conseiller #1 | Vote | %     |
| ----------------------- | ---- | ----- |
| Micheline Racine        | 167  | 74,22 |
| Chantal Lussier         | 58   | 25,78 |

| Candidats conseiller #2 | Vote | %     |
| ----------------------- | ---- | ----- |
| Michel Demers           | 175  | 78,48 |
| Donna Lynn Meunier      | 48   | 21,52 |

| Candidats conseiller #3 | Vote            | %               |
| ----------------------- | --------------- | --------------- |
| Ghislain Privé          | Sans opposition | Sans opposition |

| Candidats conseiller #4 | Vote | %     |
| ----------------------- | ---- | ----- |
| Robert Blanchard        | 179  | 79,56 |
| Marc Dépôt (Sortant)    | 46   | 20,44 |

| Candidats conseiller #5 | Vote            | %               |
| ----------------------- | --------------- | --------------- |
| Yvon Blanchard          | Sans opposition | Sans opposition |

| Candidats conseiller #6 | Vote | %     |
| ----------------------- | ---- | ----- |
| Bernard Demers          | 159  | 71,30 |
| Yvon Thomas (Sortant)   | 64   | 28,70 |

## Roxton
| Candidats pour la mairie      | Vote            | %               |
| ----------------------------- | --------------- | --------------- |
| Stéphane Beauregard (Sortant) | Sans opposition | Sans opposition |

| Candidats conseiller (1) | Vote            | %               |
| ------------------------ | --------------- | --------------- |
| Marc Bachand (Sortant)   | Sans opposition | Sans opposition |

| Candidats conseiller (2) | Vote            | %               |
| ------------------------ | --------------- | --------------- |
| Conrad Daviau (Sortant)  | Sans opposition | Sans opposition |

| Candidats conseiller (3) | Vote            | %               |
| ------------------------ | --------------- | --------------- |
| Diane Ferland (Sortant)  | Sans opposition | Sans opposition |

| Candidats conseiller (4)  | Vote            | %               |
| ------------------------- | --------------- | --------------- |
| François Légaré (Sortant) | Sans opposition | Sans opposition |

| Candidats conseiller (5) | Vote            | %               |
| ------------------------ | --------------- | --------------- |
| Bernard Bédard (Sortant) | Sans opposition | Sans opposition |

| Candidats conseiller (6)      | Vote            | %               |
| ----------------------------- | --------------- | --------------- |
| Stéphane Beauchemin (Sortant) | Sans opposition | Sans opposition |

Démission du maire Stéphane Beauregard en novembre 2016. Stéphane Beauchemin, conseiller #6, le remplace à titre de maire intérimaire

## Roxton Falls
| Candidats pour la mairie      | Vote            | %               |
| ----------------------------- | --------------- | --------------- |
| Jean-Marie Laplante (Sortant) | Sans opposition | Sans opposition |

| Candidats conseiller #1 | Vote            | %               |
| ----------------------- | --------------- | --------------- |
| Daniel Roy (Sortant)    | Sans opposition | Sans opposition |

| Candidats conseiller #2  | Vote            | %               |
| ------------------------ | --------------- | --------------- |
| Marcel Bonneau (Sortant) | Sans opposition | Sans opposition |

| Candidats conseiller #3 | Vote            | %               |
| ----------------------- | --------------- | --------------- |
| Pierre Dagenais         | Sans opposition | Sans opposition |

| Candidats conseiller #4 | Vote | %     |
| ----------------------- | ---- | ----- |
| Lynda Cusson            | 363  | 83,07 |
| Gemma L'Écuyer          | 74   | 16,93 |

| Candidats conseiller #5    | Vote            | %               |
| -------------------------- | --------------- | --------------- |
| Marie-Eve Massé (Sortante) | Sans opposition | Sans opposition |

| Candidats conseiller #6 | Vote            | %               |
| ----------------------- | --------------- | --------------- |
| Richard Houde (Sortant) | Sans opposition | Sans opposition |

## Saint-Nazaire-d'Acton
| Candidats pour la mairie | Vote            | %               |
| ------------------------ | --------------- | --------------- |
| André Fafard (Sortant)   | Sans opposition | Sans opposition |

| Candidats conseiller #1 | Vote | %     |
| ----------------------- | ---- | ----- |
| Pier Hugo Chagnon       | 241  | 78,76 |
| Richard Gélineau        | 65   | 21,24 |

| Candidats conseiller #2 | Vote | %     |
| ----------------------- | ---- | ----- |
| Jean Collard            | 177  | 58,61 |
| André Roberge (Sortant) | 125  | 41,39 |

| Candidats conseiller #3 | Vote            | %               |
| ----------------------- | --------------- | --------------- |
| Roger Collard (Sortant) | Sans opposition | Sans opposition |

| Candidats conseiller #4  | Vote            | %               |
| ------------------------ | --------------- | --------------- |
| Patrick Salvas (Sortant) | Sans opposition | Sans opposition |

| Candidats conseiller #5 | Vote            | %               |
| ----------------------- | --------------- | --------------- |
| Eric Laforge (Sortant)  | Sans opposition | Sans opposition |

| Candidats conseiller #6   | Vote            | %               |
| ------------------------- | --------------- | --------------- |
| Pierre Laflamme (Sortant) | Sans opposition | Sans opposition |

## Saint-Théodore-d'Acton
| Candidats pour la mairie | Vote            | %               |
| ------------------------ | --------------- | --------------- |
| Guy Bond                 | Sans opposition | Sans opposition |

| Candidats conseiller #1 | Vote            | %               |
| ----------------------- | --------------- | --------------- |
| Michaël Laplante        | Sans opposition | Sans opposition |

| Candidats conseiller #2 | Vote            | %               |
| ----------------------- | --------------- | --------------- |
| Mathieu Desmarais       | Sans opposition | Sans opposition |

| Candidats conseiller #3  | Vote            | %               |
| ------------------------ | --------------- | --------------- |
| Éric Laliberté (Sortant) | Sans opposition | Sans opposition |

| Candidats conseiller #4 | Vote            | %               |
| ----------------------- | --------------- | --------------- |
| Pierre Dufort (Sortant) | Sans opposition | Sans opposition |

| Candidats conseiller #5 | Vote            | %               |
| ----------------------- | --------------- | --------------- |
| Tony Couture (Sortant)  | Sans opposition | Sans opposition |

| Candidats conseiller #6     | Vote            | %               |
| --------------------------- | --------------- | --------------- |
| Diane Daugneault (Sortante) | Sans opposition | Sans opposition |

## Sainte-Christine
| Candidats pour la mairie                 | Vote            | %               |
| ---------------------------------------- | --------------- | --------------- |
| Huguette Saint-Pierre Beaulac (Sortante) | Sans opposition | Sans opposition |

| Candidats conseiller #1    | Vote | %     |
| -------------------------- | ---- | ----- |
| Patrick Benoit             | 227  | 63,06 |
| Fernand Laplante (Sortant) | 133  | 36,94 |

| Candidats conseiller #2 | Vote            | %               |
| ----------------------- | --------------- | --------------- |
| Simon Dufault           | Sans opposition | Sans opposition |

| Candidats conseiller #3    | Vote | %     |
| -------------------------- | ---- | ----- |
| Jean-Marc Ménard (Sortant) | 198  | 55,62 |
| Serge Chabot               | 158  | 44,38 |

| Candidats conseiller #4 | Vote            | %               |
| ----------------------- | --------------- | --------------- |
| Mario Noel (Sortant)    | Sans opposition | Sans opposition |

| Candidats conseiller #5 | Vote | %     |
| ----------------------- | ---- | ----- |
| Gilles Roberge          | 162  | 45,63 |
| Richard Chartier        | 108  | 30,42 |
| Marie-Josée Continelli  | 85   | 23,94 |

| Candidats conseiller #6   | Vote            | %               |
| ------------------------- | --------------- | --------------- |
| Gilbert Grenier (Sortant) | Sans opposition | Sans opposition |

## Upton
| Candidats pour la mairie | Vote            | %               |
| ------------------------ | --------------- | --------------- |
| Yves Croteau (Sortant)   | Sans opposition | Sans opposition |

| Candidats conseiller #1  | Vote            | %               |
| ------------------------ | --------------- | --------------- |
| Robert Leclerc (Sortant) | Sans opposition | Sans opposition |

| Candidats conseiller #2  | Vote            | %               |
| ------------------------ | --------------- | --------------- |
| Nicole Ménard (Sortante) | Sans opposition | Sans opposition |

| Candidats conseiller #3 | Vote            | %               |
| ----------------------- | --------------- | --------------- |
| Richard Sabourin        | Sans opposition | Sans opposition |

| Candidats conseiller #4   | Vote            | %               |
| ------------------------- | --------------- | --------------- |
| Claude Larocque (Sortant) | Sans opposition | Sans opposition |

| Candidats conseiller #5    | Vote            | %               |
| -------------------------- | --------------- | --------------- |
| Barbara Beugger (Sortante) | Sans opposition | Sans opposition |

| Candidats conseiller #6 | Vote            | %               |
| ----------------------- | --------------- | --------------- |
| Guy Lapointe (Sortant)  | Sans opposition | Sans opposition |